# Otto Suhr
Otto Suhr (17. august 1894 i Oldenburg – 30. august 1957 i Berlin) var en tysk politiker, der repræsenterede SPD. Han var borgmester i Berlin 1955-1957.
Suhr blev født i Oldenburg, men familien flyttede allerede da han var 9 år til Osnabrück, og fire år senere til Leipzig. I 1914 påbegyndte han studier i nationaløkonomi, historie og medievidenskab. Første Verdenskrig betød, at han måtte sætte studierne i bero i fem år. Som 28-årig, i 1922, blev han ansat som sekretær ved Allgemeinen Deutschen Gewerkschaftsbund. Fra 1934 arbejdede han som økonomisk journalist på freelancebasis. Han var gift med Susanne Pawel, og parret boede i Zehlendorf. Han modtog i 1954 Großkreuz-ordenen (Verdienstorden der Bundesrepublik Deutschland).
I 1946 blev han medlem af Vestberlins parlament og var frem til 1954 parlamentets præsident. Han blev medlem af Parlamentarischer Rat 1948/1949 og medlem af den vesttyske Bundestag frem til 1952. Fra 1955 til sin død var han borgmester i Vestberlin.